# Nazionale maschile di hockey su prato degli Stati Uniti d'America
La nazionale di hockey su prato maschile degli Stati Uniti è la squadra di hockey su prato rappresentativa degli Stati Uniti d'America ed è posta sotto la giurisdizione della US Field Hockey Association.

## Partecipazioni

### Mondiali
- 1971-2006 - non partecipa

### Olimpiadi
- 1908-1928 – non partecipa
- 1932 – 3º posto
- 1936 - 11º posto
- 1948 - Primo turno
- 1952 - non partecipa
- 1956 - 12º posto
- 1960-1980 - non partecipa
- 1984 – 12º posto
- 1988-1992 - non partecipa
- 1996 – 12º posto
- 2000-2008 - non partecipa

### Champions Trophy
- 1978-2008 – non partecipa

### Pan American Cup
- 2000 - 5º posto
- 2004 - 7º posto